# 秃满迭儿
秃满迭儿（？—1349年），元朝大臣，又作秃满台儿、秃满答儿，元泰定帝时中书平章政事。
延祐四年（1317年），秃满迭儿由内宰领延福司事转任知枢密院事，后为宣徽院使。泰定元年（1324年），担任太子詹事，拜为中书平章政事。致和元年（1328年），泰定帝驾崩，他在上都拥立元泰定帝的儿子阿速吉八为元天顺帝。燕铁木儿在大都拥立元文宗，他和也先帖木儿从辽东攻打大都，在蓟州两家店、檀子山与同知枢密院事脱脱木儿作战。十月，再和燕铁木儿于通州、檀州作战，秃满迭儿兵败逃到辽东。元顺帝即位后，秃满迭儿担任徽政院使。至正九年（1349年），升任为中书左丞。因为和别儿怯不花、太平、韩嘉讷交好，和哈麻、脱脱结怨，被排挤出朝廷，担任四川行省右丞，后来被诬杀。